# 愛知県立蒲郡高等学校
愛知県立蒲郡高等学校（あいちけんりつ がまごおりこうとうがっこう）は、愛知県蒲郡市上本町にある県立高等学校。通称は「蒲高」（がまこう）。
1912年（明治45年）開校の蒲郡町立裁縫女学校、1913年（大正2年）6月25日開校の宝飯郡立西部農学校を前身とする。総合学科の新設の際に制服がリニューアルされた。

## 設置学科
全日制
- 総合学科
  - 人間文化系列
  - 自然科学系列
  - 国際文化系列
  - 流通管理系列
  - 情報ビジネス系列
  - 国際ビジネス系列
  - 健康スポーツ系列

定時制
- 普通科

## 沿革

### 前身校
蒲郡高等女学校

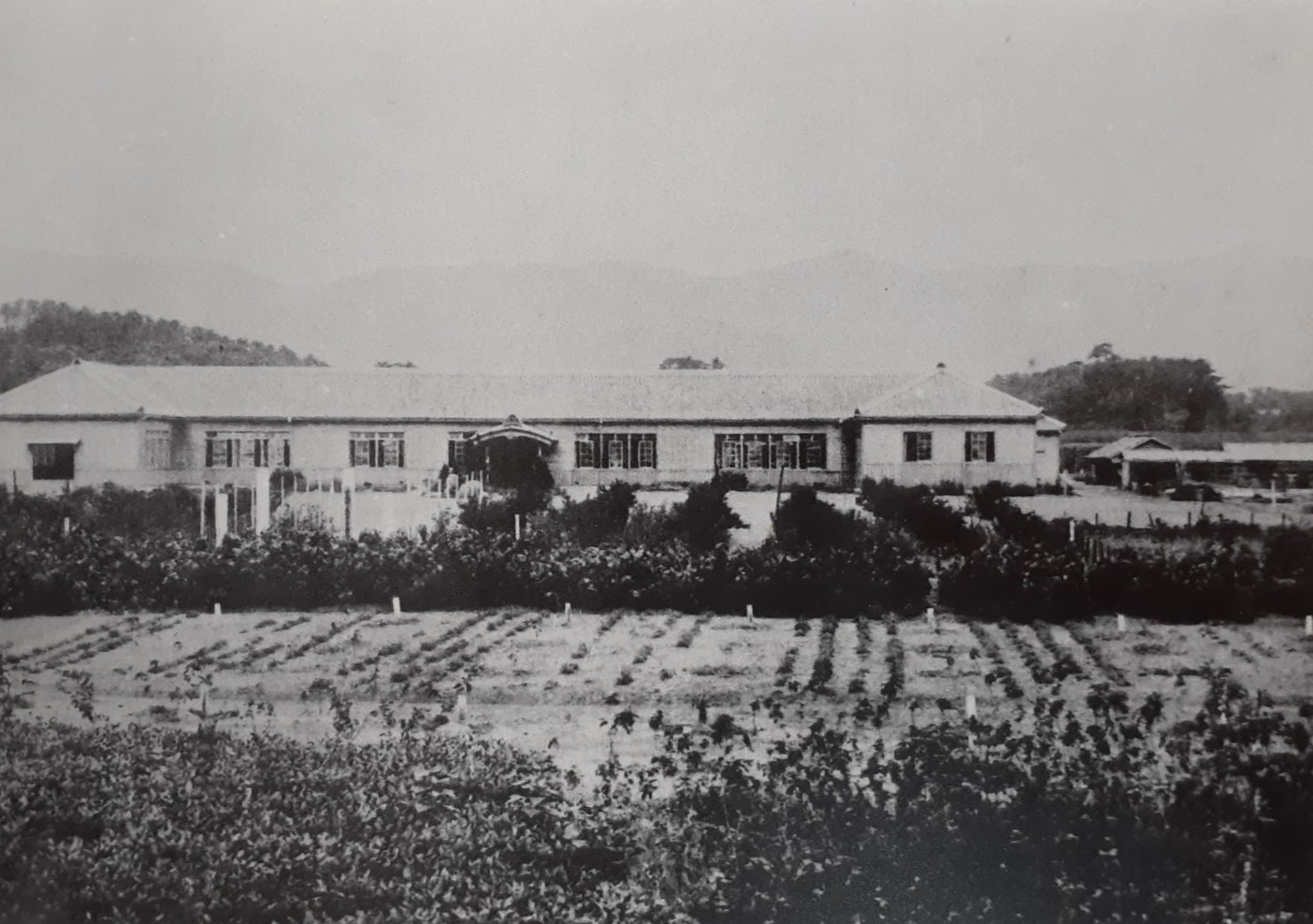
前身の愛知県立蒲郡農学校

- 1912年（明治45年）- 蒲郡高等女学校創立。

愛知県立蒲郡農学校
- 1913年（大正2年）- 宝飯郡立西部農学校創立。
- 1914年（大正4年）- 宝飯郡立西部農学校に商科を設置。宝飯郡立実業学校に改称。
- 1924年（大正12年）- 郡制廃止により、宝飯郡立実業学校が愛知県に移管されて愛知県立蒲郡農学校に改称。商科を廃止。

学制改革
- 1948年（昭和23年）4月 - 学制改革により、蒲郡高等女学校が愛知県立蒲郡高等学校、蒲郡農学校が愛知県立蒲郡農業高校に改称。

### 昼間課程

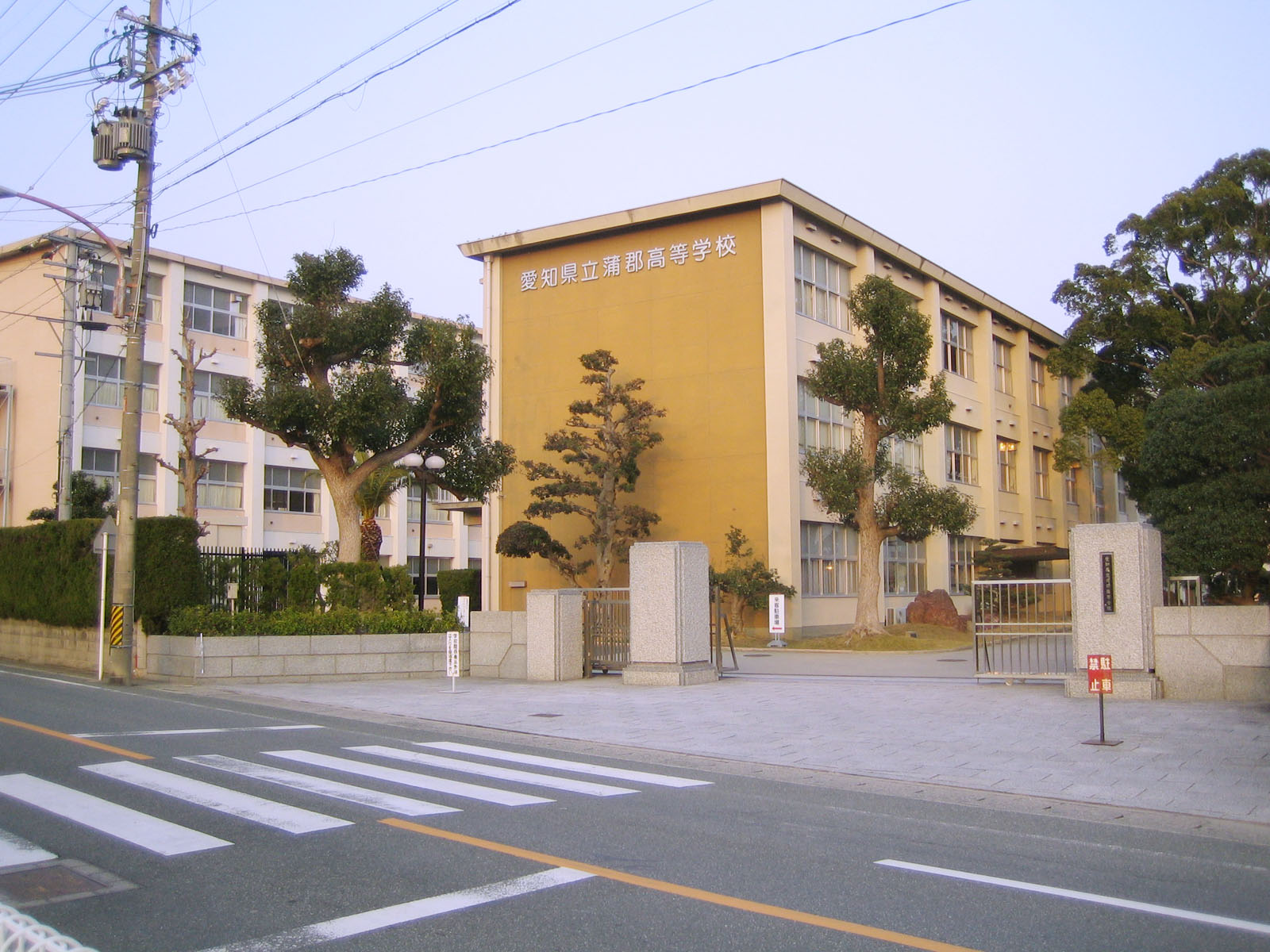
正門

- 1948年（昭和23年）9月 - 愛知県立蒲郡高等学校と愛知県立蒲郡農業高校を統合し、現・蒲郡市域を学区として愛知県立蒲郡高等学校を設置。普通科、商業科、農業科、家政科の4学科で構成。
- 1951年（昭和26年） - 小坂井分校募集停止。豊坂分校（後の幸田分校）発足。
- 1956年（昭和31年） - 普通科で三河、尾張の2大学区制が実施される。蒲郡市街の中心に位置し伝統もあるが、旧制中学が上位となり旧制高女の当校が東三河では格下に見られたことから、成績上位層が蒲郡市外の高校に食われた。[独自研究?]
- 1968年（昭和43年） - 農業科、家政科を募集停止。この年に開校した愛知県立蒲郡東高等学校へ約1年ほど校舎を貸し出す。
- 1971年（昭和46年） - 農業科が閉科し、みかん園を愛知県立安城農林高等学校へ移管。幸田分校定時制課程が募集停止となり、閉科した本校家政科に代え、幸田分校に全日制家政科を新設。
- 1972年（昭和47年） - 愛知県立幸田高等学校発足により幸田分校家政科1年生が幸田高校へ転籍。
- 1974年（昭和49年） - 幸田分校廃止。
- 2003年（平成15年） - 全日制課程が普通科、商業科を統合した総合学科としてリニューアルした。

### 夜間課程
- 1971年（昭和46年） - 夜間定時制普通科新設。

## 著名な出身者
- 神田健治 - 農業技術者、政治家。愛知県議会議員。蒲郡農学校時代。
- 金沢嘉市 - 小学校教員、教育評論家。蒲郡農学校時代。
- 河井信太郎 - 検察官。東京地検特捜部生みの親。蒲郡農学校を中途退学。
- 高信太郎 - 漫画家。
- 新間正次 - タレント、俳優、参議院議員。
- 鈴木克昌 - 政治家。衆議院議員、愛知県議会議員、蒲郡市長。
- 千賀滉大 - プロ野球選手。
- 松井恵理子 - 声優。
- 大河元気 ‐ 声優。

## アクセス
- JR東海道本線・名鉄蒲郡線 蒲郡駅北口から徒歩で約12分。
- 名鉄バス「蒲郡高校前」バス停下車。